# Gaston Pauwels
Gaston Josephus Ernestus Pauwels (Gent, 16 december 1897 – aldaar 1983) was een Vlaamse kunstschilder, tekenaar en  graficus die actief was in Gent in de twintigste eeuw.
Hij was zoon van handelaar François Charles Pauwels en Adeläïde Aerts.
Gaston Pauwels kreeg zijn opleiding aan  de Academie te Gent waar hij studeerde bij onder meer Oscar Coddron, Jean Delvin en George Minne. In 1918 exposeerde hij al in de zaal Taets in Gent. In 1922 behaalde hij de tweede plaats in de Prijs van Rome en in 1925 werd hij derde. In 1929 won hij de Prijs Jeanne Pipijn.
Zijn productie bevatte landschappen, portretten, figuren, composities met figuren, naakten en stillevens. Hij kende aanvankelijk een Fauvistische periode maar evolueerde later naar een gestileerde expressionistische stijl. Gaston Pauwels had een grote bewondering voor James Ensor, die hij verwoordde in zijn taferelen met maskers en skeletten.
Vanaf 1925 was hij leraar tekenen aan de Academie te Gent. Het Museum voor Schone Kunsten te Gent heeft werk van Pauwels in zijn collectie.

## Web links
- Enkele werken van Gaston Pauwels

- RKD-Nederlands Instituut voor Kunstgeschiedenis: 93462